# 100001
100001 is het eerste muziekalbum van Loom. Het werd uitgegeven op 15 oktober 2011 toen Loom voor het eerst optrad. Hun eerste concert vond toen plaats in het kader van E-Live georganiseerd door Groove Unlimited. Het album, verschenen in een oplage van 500 stuks, kwam uit via Moonpop, het eigen platenlabel van Jerome Froese. De muziekstijl is Berlijnse School voor elektronische muziek. 

## Musici
- Jerome Froese – gitaar, synthesizers, elektronica
- Johannes Schmoelling (hier aangeduid als Schmölling, zijn originele naam)  – synthesizers, elektronica
- Robert Waters - synthesizers

## Muziek
Van gezamenlijke muziek was nog geen sprake, de drie heren leverden aparte nummers in.

| Nr. | Titel                          | Duur |
| --- | ------------------------------ | ---- |
| 1.  | The light that failed (Froese) | 5:52 |
| 2.  | Sun castle (Waters)            | 4:29 |
| 3.  | On my way (Schmoelling)        | 5:15 |
| 4.  | The hand of Bosch (Waters)     | 3:23 |